# 정맥혈

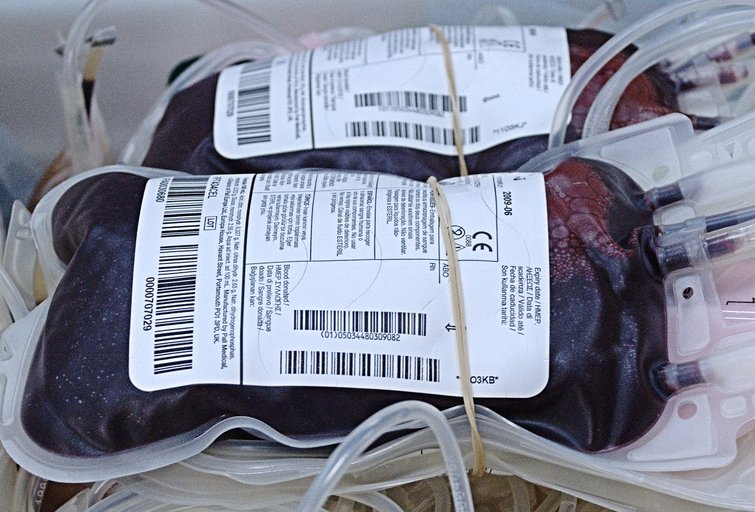
산소 공급 후 농축된 혈액

정맥혈(靜脈血, venous blood)은 말초 혈관을 통해, 정맥계를 거쳐 심장의 우심방으로 이동하는 산소가 제거된 혈액이다. 산소가 제거된 혈액은 우심실에서 허파동맥을 통해 허파로 펌프질되며, 허파동맥은 좌우 두 개의 가지로 나뉘어 각각 좌우 허파로 연결된다. 혈액은 허파에서 산소화되어 폐정맥을 통해 좌심방으로 돌아온다.
정맥혈은 일반적으로 동맥혈보다 차갑고, 산소 함량과 수소 이온 농도 지수가 낮다. 또한 포도당 및 기타 영양소의 농도가 낮고, 요소 및 기타 노폐물의 농도가 높다. 동맥혈과 정맥혈의 산소 함량 차이를 동정맥 산소차라고 한다.
대부분의 의료 실험실 검사는 정맥혈을 사용하여 수행되며, 동맥 혈액 가스 검사는 예외이다. 정맥혈은 정맥천자 (사혈이라고도 함)를 통해 채취하거나, 소량의 경우 손가락 채혈을 통해 채취한다.

## 색
인간 혈액의 색깔은 산소화되었을 때 밝은 빨간색에서 산소가 제거되었을 때 더 어두운 빨간색까지 다양하다. 혈액은 산소가 결합하는 헤모글로빈 덕분에 색을 띤다. 산소가 제거된 혈액은 산소가 적혈구 내 헤모글로빈에 결합할 때(산소화됨)와 결합하지 않을 때(산소가 제거됨) 적혈구의 모양이 다르기 때문에 더 어둡다. 정맥이 그렇게 보일 수도 있지만, 인간의 피는 자연적으로 파란색이 아니다.
표면 정맥의 푸른색은 정맥이 0.5mm 깊이 이상에 있을 경우 정맥 조직 바깥쪽으로 푸른 빛이 산란되기 때문에 발생한다. 피부가 제거되면 정맥과 동맥은 비슷하게 보인다.